# تينا إرتسيغ
تينا إرتسيغ (بالكرواتية: Tina Erceg)‏ هي لاعبة جمباز فني كرواتية، ولدت في 3 مايو 1988 في سبليت في كرواتيا.

## وصلات خارجية
- تينا إرتسيغ على موقع الاتحاد الدولي للجمباز (licence) (الإنجليزية)
- تينا إرتسيغ على موقع الاتحاد الدولي للجمباز (biography) (الإنجليزية)
- تينا إرتسيغ على موقع أوليمبيديا (الإنجليزية)